# Карлтон, Ванесса
Ване́сса Ли Ка́рлтон (англ. Vanessa Lee Carlton; 16 августа 1980, Милфорд, Пенсильвания, США) — американская певица и автор песен.

## Биография и карьера
Ванесса Ли Карлтон родилась 16 августа 1980 года в Милфорде (штат Пенсильвания, США) в семье пилота Эдмунда Карлтона и пианистки и школьной учительницы музыки Хайди Ли. У Ванессы есть младшие сестра и брат — Гвен и Эдмунд. У Карлтон есть русские, еврейские и скандинавские корни.
Ванесса проявляла интерес к музыке с раннего детства. В 2-летнем возрасте, вернувшись из парка развлечений Диснейленд, Карлтон сыграла It's a Small World на пианино. После этого её мать-пианистка стала для неё наставником и маленькая Ванесса начала ходить в музыкальную школу. К 9-летнему возрасту у неё появилась страсть к балету. В 1994 году, когда ей было 14 лет, Ванесса попала в Школу американского балета. Позже Карлтон стала выступать в ночных клубах и в 2001 году подписала свой первый музыкальный контракт с A&M Records. 27 мая 2019 года она выпустила свой шестой сольный альбом под названием «Love is an Art».

## Личная жизнь
С 27 декабря 2013 года Ванесса замужем за участником музыкальной рок-группы Deer Tick Джоном МакКоли. У супругов есть дочь — Сидни Ивенн Карлтон-МакКоли (род. 13.01.2015). В октябре 2013 года Карлтон была диагностирована внематочная беременность, в результате которой у неё произошёл разрыв трубы и внутреннее кровотечение. После операции вся её правая фаллопиева труба была удалена.
В июне 2010 года Карлтон совершила каминг-аут как бисексуалка на гей-параде в Нэшвилле. «Я никогда не говорила этого прежде, но я гордая бисексуальная женщина», — заявила тогда она.